# Vlak z Paddingtonu (Slečna Marplová)
Vlak z Paddingtonu je 3. díl 1. řady britského televizního seriálu Slečna Marplová z roku 2004, který režíroval Andy Wilson.
Výchozí zápletkou příběhu je návštěva slečny Marplové u kamarádky, která viděla uškrcení ženy v kolem projíždějícím vlaku; slečna Marplová proto dojde k přesvědčení, že na pozemku bohatých Crackenthorpových je ukryta mrtvola.

## Osoby a obsazení
| Geraldine McEwan    | slečna Jane Marplová      |
| Griff Rhys Jones    | Dr. David Quimper         |
| David Warner        | Luther Crackenthorpe      |
| Niamh Cusack        | Emma Crackenthorpe        |
| Ben Daniels         | Alfred Crackenthorpe      |
| Charlie Creed-Miles | Harold Crackenthorpe      |
| Ciarán McMenamin    | Cedric Crackenthorpe      |
| Pam Ferris          | paní Elspeth McGillicuddy |
| Tim Stern           | společník                 |
| Michael Landes      | Bryan Eastley             |
| Kurtis O'Brien      | Alexander Eastley         |
| Toby Marlow         | James Strickland-West     |
| Rob Brydon          | Inspector Awdry           |
| Rose Keegan         | Lady Alice Crackenthorpe  |
| Pip Torrens         | Noël Coward               |